# Andy Straden
Andy Straden (Bothwell, Escocia, 24 de noviembre de 1897-Filadelfia, Estados Unidos, junio de 1967) fue un futbolista escocés nacionalizado estadounidense. 

## Trayectoria
Andy fue un futbolista semiprofesional que jugó en el Fleisher Yarn y fue campeón de la National Amateur Cup en 1924. Para la temporada 1924/25, volvió al equipo pero esta vez en la American Soccer League, marcó 20 goles en 34 partidos. Luego, partió a los Shawsheen Indians para la edición de 1925/26 donde permaneció poco tiempo y fue transferido a los New York Giants por el resto de la temporada. En la siguiente edición con los Giants solo jugó dos encuentros y se retiró del fútbol.

## Selección nacional
Jugó con la selección estadounidense en el torneo de fútbol de los Juegos Olímpicos de París de 1924, disputó dos partidos, entre ellos, anotó el único tanto de penal del equipo en la victoria 1-0 ante Estonia en la fase preliminar. Después de su participación en Francia, actuó en dos amistosos, frente a Polonia con triunfo por 3-2 y marcó dos goles, y el otro fue derrota 1-3 ante Irlanda.

## Clubes
| Club              | País           | Año         |
| ----------------- | -------------- | ----------- |
| Fleisher Yarn     | Estados Unidos | 1924 - 1925 |
| Shawsheen Indians | Estados Unidos | 1925        |
| New York Giants   | Estados Unidos | 1925 - 1926 |